# Nikau-Palme
Die Nikau-Palme (Rhopalostylis sapida) ist eine auf Neuseeland verbreitete Pflanzenart der Familie der Palmengewächse (Arecaceae). Keine andere Palmenart wächst in noch südlicheren Breiten in freier Natur.

## Beschreibung und Verwendung
Diese Palmen-Art erreicht Wuchshöhen von bis zu 15 Metern. Ihr Stamm hat eine klar erkennbare Ringstruktur und endet oben in einer Verdickung von bis zu einem Meter Länge mit glatter Rinde. Die Blätter erreichen eine Länge von bis zu 2,5 Metern. Jedes Blatt besteht aus zahllosen schmalen Teilblättern, die bis zu 1 Meter lang werden können.
Blütezeit ist im Sommer von November bis April, und Früchte trägt die Nikau-Palme von Februar bis November. Diese brauchen also fast ein Jahr, um zu reifen. Diese Früchte sind die bevorzugte Nahrung der Kererū, der Maori-Fruchttaube.
Die Māori, das indigene Volk Neuseelands, verwendeten früher die Palmwedel der Nikau-Palme zum Decken ihrer Häuser.

## Vorkommen und Namensherkunft
Die Nikau-Palme ist die einzige Palmenart, die indigen in Neuseeland vorkommt. Ihr natürliches Verbreitungsgebiet ist die Küstenregion und tiefer gelegene Waldgebiete der Nordinsel, und auf der Südinsel nördlich einer Linie von Okarito im Westen und der Banks Peninsula im Osten. Sie kommt zudem auf den Chatham-Inseln südöstlich Neuseelands vor, insbesondere auf der Pitt Island, wo sie auf 44°S die südlichste Palmenart weltweit ist.
Der Name „Nīkau“ stammt aus der Sprache der Māori; in anderen polynesischen Sprachen ist nīkau ein Name für die Blätter der Kokospalme.
Eine andere Namensdeutung ist „ohne Nüsse“, in Anspielung auf das Fehlen der Kokosnuss-Samen.

## Bilder

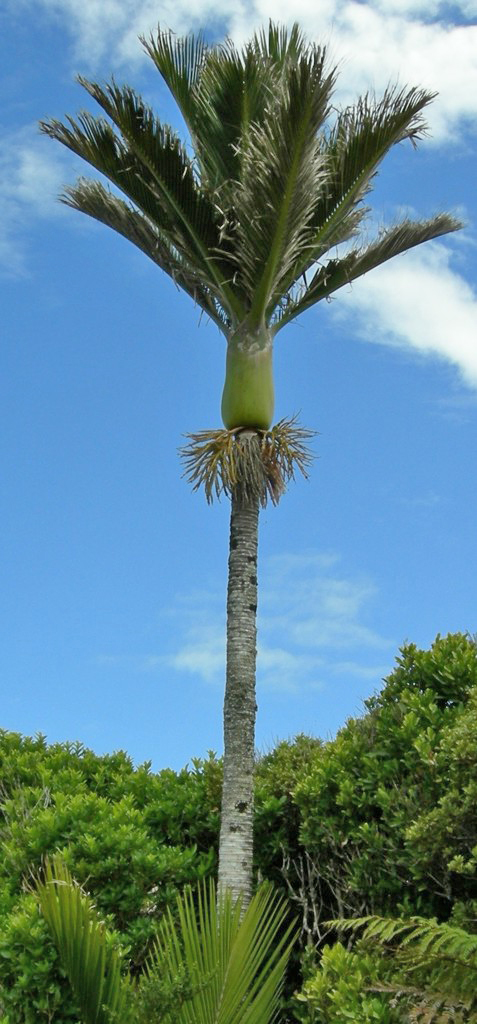
Ausgewachsene Nikau-Palme
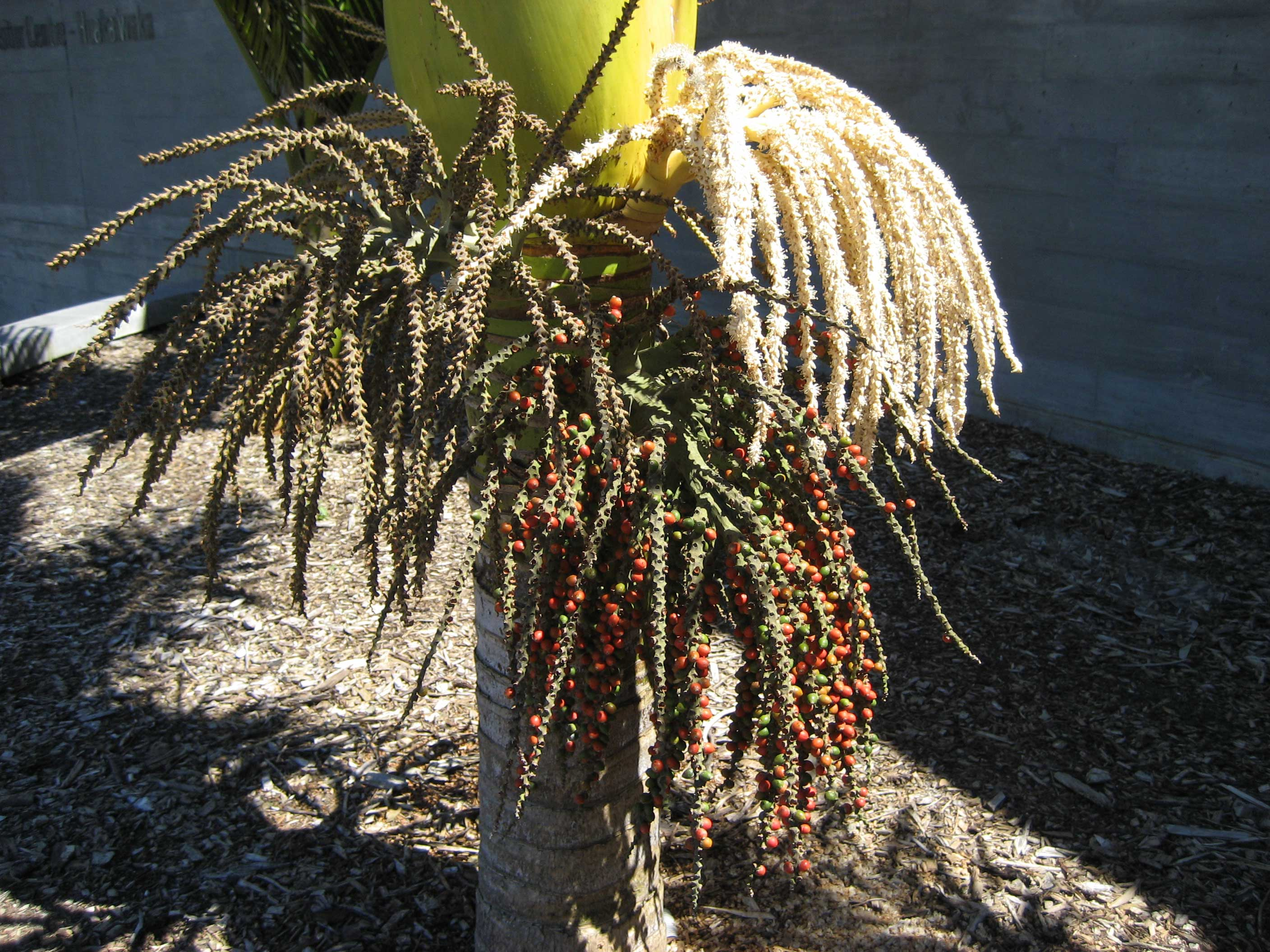
Blütenstände und Früchte der Nikau-Palme